# Provincia di Ennedi Ovest
La provincia di Ennedi Ovest è una delle province del Ciad. Il capoluogo è Fada. È stata istituita nel settembre 2012 dallo smembramento della precedente regione di Ennedi.

## Suddivisioni amministrative
La provincia è divisa nei seguenti dipartimenti:
| Dipartimento | Capoluogo      | Sottoprefetture                                         |
| ------------ | -------------- | ------------------------------------------------------- |
| Fada         | Fada           | Fada, Oyi, Tébi, Archi                                  |
| Mourtcha     | Kalaït         | Kalaït, Torboul, Wargala, Oula                          |
| Lac-Ounianga | Ounianga-Kebir | Ounianga-Kebir, Ounianga-Serir, Gouro, Gouri, Ouadi-Dom |